# 9-й Верхний переулок
9-й Ве́рхний переулок — переулок в Выборгском районе Санкт-Петербурга. Проходит в промышленной зоне «Парнас» от границы Санкт-Петербурга до проспекта Энгельса (параллельно и севернее 8-го Верхнего переулка) до границы со Всеволожским районом Ленинградской области.

## История
9-й Верхний переулок получил название 3 июля 2012 года по аналогии с 1—8-м Верхними переулками.
Сейчас[когда?] застраивается нечётная (северная) сторона 9-го Верхнего переулка.
Вплоть до 2014 года переулок сохранял облик служебного подъезда, но в марте 2014 года Городское агентство по промышленным инвестициям получило разрешение на реконструкцию этого переулка, чтобы к апрелю 2015 года он стал  полноценной улицей.

## Общественно значимые объекты
- подстанция «Парнас»